# Ochsenbrunn

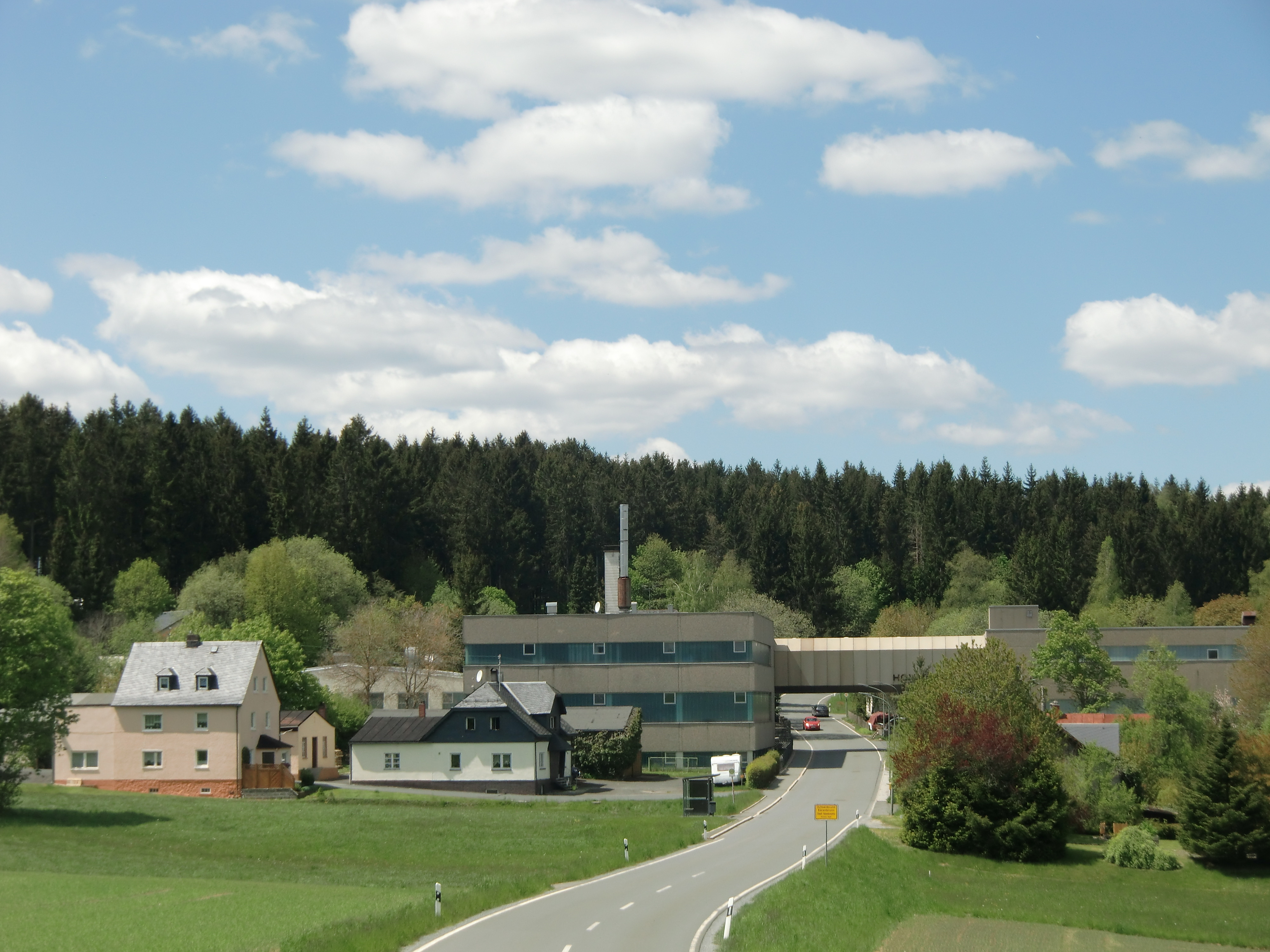
Die Zwillingsdörfer Bärenbrunn (links) und Ochsenbrunn (rechts), in der Bildschirmmitte das Textilwerk Hohmann

Ochsenbrunn ist ein Gemeindeteil der Stadt Helmbrechts im Landkreis Hof (Oberfranken, Bayern). Ochsenbrunn liegt in der Gemarkung Oberweißenbach.

## Geografie
Das Dorf liegt südlich des weiten Tals des Lehstenbaches. Unmittelbar südlich und jenseits der Altstraße von Presseck nach Helmbrechts liegt das ebenfalls zu Helmbrechts gehörende Dorf Bärenbrunn. Beide Orte sind geprägt durch das Textilwerk Hohmann und eine moderne Wohnsiedlung. Die Staatsstraße 2195 führt nach Gösmes (1 km nordwestlich) bzw. nach Ort (1,2 km östlich).

## Geschichte
Ebenso wie im benachbarten Bärenbrunn war die Zeidlerei im 15. Jahrhundert ein wichtiger Wirtschaftszweig für den Ort, in späteren Zeiten war es die Handweberei. Im Jahr 1533 gelangte Ochsenbrunn zusammen mit Bärenbrunn in den Besitz des von einer hohenzollernschen Nebenlinie regierten Markgraftums Brandenburg-Bayreuth und wurde dem Gerichtsbezirk Helmbrechts zugeordnet.
Ochsenbrunn gehörte zur Realgemeinde Lehsten. Gegen Ende des 18. Jahrhunderts bestand Ochsenbrunn aus drei Anwesen. Die Hochgerichtsbarkeit stand dem bayreuthischen Stadtvogteiamt Helmbrechts zu. Grundherren waren das Kastenamt Helmbrechts (1 Viertelhöflein, 1 Tropfhaus) und die Hofkanzlei Bayreuth (1 Tropfhaus).
Von 1797 bis 1810 unterstand Ochsenbrunn dem Justiz- und Kammeramt Münchberg. Infolge des Ersten Gemeindeedikts wurde Ochsenbrunn dem 1812 gebildeten Steuerdistrikt Unterweißenbach und der zugleich entstandenen Ruralgemeinde Unterweißenbach zugewiesen, die 1820 vergrößert wurde und wenige Jahre später nach Oberweißenbach umbenannt wurde. Im Zuge der Gebietsreform in Bayern wurde Ochsenbrunn am 1. Juli 1972 nach Helmbrechts eingemeindet.

### Einwohnerentwicklung
| Jahr      | 1812  | 1819   | 1861   | 1871   | 1885   | 1900   | 1925   | 1950   | 1961   | 1970   | 1987  |
| Einwohner | 38    | *      | 94     | 86     | 93     | 87     | 72     | 49     | 45     | 42     | 31    |
| Häuser    | 3     |        |        |        | 9      | 10     | 10     | 10     | 10     |        | 11    |
| Quelle    | [ 7 ] | [ 10 ] | [ 11 ] | [ 12 ] | [ 13 ] | [ 14 ] | [ 15 ] | [ 16 ] | [ 17 ] | [ 18 ] | [ 1 ] |

## Religion
Ochsenbrunn ist seit der Reformation evangelisch-lutherisch geprägt und ist bis heute nach St. Johannes der Täufer (Helmbrechts) gepfarrt.